# 喬克角
喬克角（英語：Jock Point）是南極洲的海岬，位於南喬治亞群島，處於島嶼灣的森塞特港北部，由英國研究隊繪入地圖，該海岬由英國海外領土管轄。